# Søffren Degen
Søffren Degen (12. oktober 1816 i København – 7. juli 1885 på Frederiksberg) var en dansk guitarist, komponist og fotograf.
Søffren Degens far, "negotieassistent" Jens Degen, begik selvmord i 1818, og moderen giftede sig med Andreas Hallager, der var oboist og dirigent af militærorkestre. Han havde imidlertid også interesse for guitaren og lærte sin stedsøn at spille på den. Søffren blev senere undervist i cello på Giuseppe Sibonis konservatorium, men han var selv mere interesseret i at spille guitar. Den vigtigste af Degens lærere var J.P.E. Hartmann og hans senere kompositioner bar præg af Hartmanns indflydelse. Efter sin grunduddannelse rejste Søffren Degen rundt i Europa som koncertguitarist og stiftede bekendtskab med tidens bedste guitarister, bl.a. Napoleon Coste. 
Efter samtidiges og elevers udtalelser synes Degen at have haft udpræget talent for guitaren, og at han omfattede sit instrument med mere end almindelig interesse ses af at han 1845 udtog patent på en særligt konstrueret guitar med syv strenge. Da han vendte hjem til Danmark var guitarens tid som populært instrument imidlertid ved at være forbi i Nordeuropa, og der var ikke meget brug for ham som solist mere. Han måtte klare sig med løst arbejde som kammermusiker og guitarlærer og begyndte også, som en af de første i Danmark, en virksomhed som fotograf.
En af hans guitarelever, Thorvald Rischel, samlede både trykte og håndskrevne guitarnoder, og overtog efter Degens død dennes nodesamling. Gennem Rischels ven, Frederik Birket-Smith, der også var guitarist, havnede samlingen på Det Kongelige Bibliotek, hvor den i dag udgør en af de største samlinger af guitarmusik fra 1800-tallet.
Han er begravet på Solbjerg Parkkirkegård.

## Musik
- op. 1 Seks valse (guitar)
- op. 2 Seks Gallopadevalse (guitar)
- op. 3 Fem stykker for guitar
- op. 11 Pastorale melanconico (guitar og cello)
- op. 12 Un ricordanza (guitar og cello)
- op. 15 En Sommeraften (guitar og cello)
- op. 16 Melodisk Vals (guitar og cello)
- op. 17 Notturno (guitar og cello)
- op. 19 Blandt Bjergene (guitar og cello)
- Romanse (Romance) (guitar)
- Serenade (guitar)
- Sorgmarsch (guitar)
- Tempo di marcia (guitar)
- Allegro (guitar)
- Andante (guitar)
- Funeral march (guitar)
- Pièce facile (guitar)
- March (2 guitarer)

- Samt en række bearbejdelser af andres musik for 2 guitarer eller guitar og cello.